# Caonia

Situación de Caonia en Epiro.

Caonia o Caón (griego: Χαονία or Χάων) era el nombre de la zona noroccidental de Epiro, la patria de la tribu epirota de los caones. Su principal ciudad era Fénice. Según Virgilio, Caón fue el ancestro epónimo de los caones.

## Geografía
Estrabón en su Geografía, sitúa Caonia entre las montañas Ceraunias en el norte y el río Tiamis en el sur. El historiador romano Apiano menciona Caonia como el borde meridional en su descripción y geografía de Iliria.
Entre las ciudades importantes de Caonia están Himara (actual Himarë), Butrinto, Fénice, Panormos, Onquesmo (hoy Saranda) y Antigonia.